# Playa de Comillas
La playa de Comillas está situada en ese municipio de la comunidad autónoma de Cantabria (España).